# Xelís de Toro
Xelís de Toro (Santiago de Compostel·la, 1962) és un escriptor gallec, germà del també escriptor Suso de Toro, llicenciat en Filologia Gallega. Va ser lector de gallec a les universitats de Birmingham (1991-93) i Oxford (1993-1997). El 1990 va fundar amb Francisco Macías l'Editorial Positivas. Entre la seva obra narrativa destaquen Non hai misericordia (1990), premi Ciutat de Lugo, Terminal (1994) i Os saltimbanquis no paraíso (2000). Ha publicat nombrosos títols de literatura infantil, entre els quals O trompetista e a Lúa, publicat en català com El trompetista i la Lluna (Marjal/Edebé, 1999). Actualment és col·laborador de Vieiros i viu a Anglaterra, on treballa com a freelance.